# Петрова, Станимира
Станимира Николаева Петрова (род. 16 декабря [1990) — болгарская боксёрша. Член сборной Болгарии по боксу, участница Олимпийских игр 2016 года, чемпионка мира (2014), двукратная чемпионка Европейских игр (2019, 2023), чемпионка Европы (2018) в любителях.

## Карьера
Станимира Петрова начала тренироваться тхэквондо и выступать в 1998 году. За 15 лет тренировок было много успехов на национальных и международных чемпионатах. В 2012 году она принята на обучение в Национальную спортивную академию в Софии. Здесь начала заниматься боксом как дополнительным видом спорта.
После долгих тренировок она продемонстрировала хорошие результаты в боксе. Пятнадцатилетний опыт тхэквондо и приобретенная физическая подготовка способствовали успеху. С тех пор её тренером является успешный бывший боксёр — Александр Христов.
На чемпионате мира 2014 года в Южной Корее в категории до 54 кг сумела опередить всех и стала чемпионкой планеты.
На чемпионате Европы 2018 года в Софии, в весовой категории до 57 кг сумела завоевать золотую медаль и титул чемпиона Европы.
На 10-м чемпионате мира по боксу среди женщин в Индии болгарская спортсменка встретилась с индийской спортсменкой Сония Чахал в 1/8 финала, уступила ей и завершила выступление на мировом первенстве.
На Европейских играх в Минске сумела одолеть в финале ирландскую спортсменку и завоевала золотую медаль в категории до 57 кг.
В 2019 году Станимира приняла участие в чемпионате Европы по боксу, который состоялся в Испании. Она добралась до полуфинала, в котором уступила и завоевала бронзовую медаль турнира.

## Признание
- Почётный гражданин города Асеновград[1].